# Association Addictions France
 (mars 2012).
Si vous disposez d'ouvrages ou d'articles de référence ou si vous connaissez des sites web de qualité traitant du thème abordé ici, merci de compléter l'article en donnant les références utiles à sa vérifiabilité et en les liant à la section « Notes et références ».
L'Association Addictions France (ex ANPAA) est une association loi de 1901, reconnue d’utilité publique et agréée d’éducation populaire, fondée en 1872 par Claude Bernard et Louis Pasteur.

## Mission
L’association Addictions France agit sur l'amélioration de leur santé dans le domaine de la prévention, la formation, le soin et la réduction des risques sur le terrain des addictions et leurs conséquences. Elle accompagne toutes les conduites addictives : alcoolisme, tabagisme, cannabis, médicaments psychotropes, drogues, pratiques de jeu excessives (d'argent ou jeu vidéo) et autres addictions sans substance.
L’association mène des campagnes pour faire évoluer l'opinion et contribuer à la mise en place de politique de réduction des addictions.

## Histoire

### 1872 - 1880: Association contre l'abus de boissons alcooliques

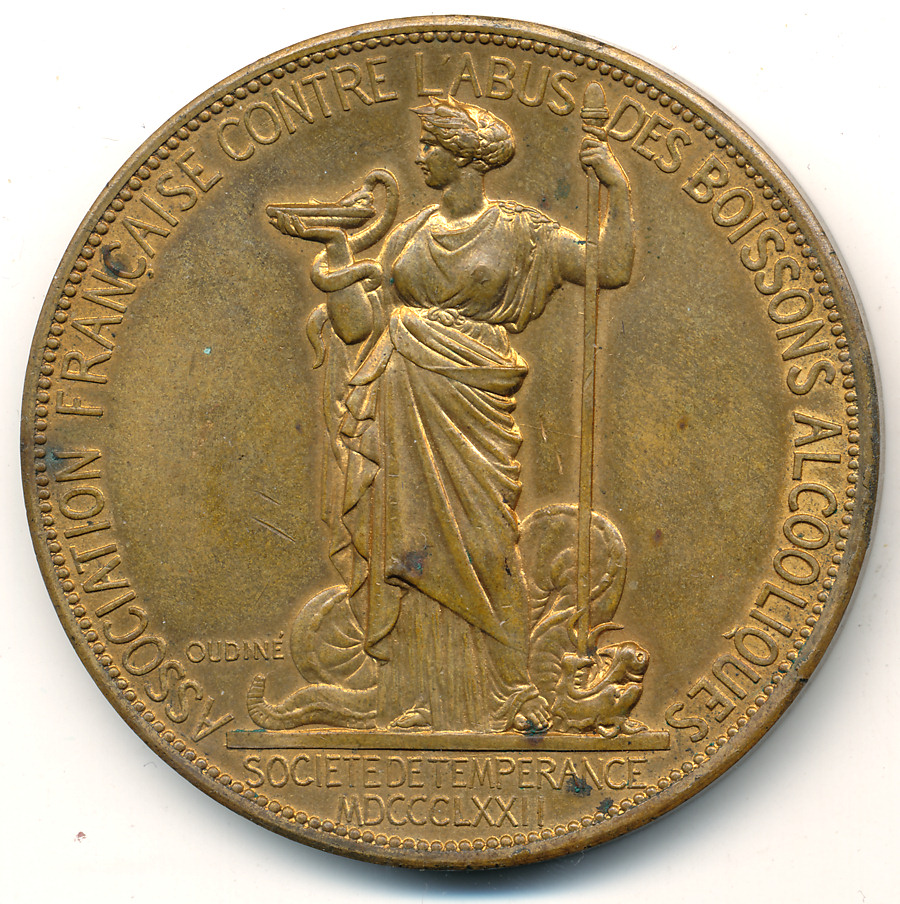
Médaille en bronze de 51 mm de l' 1872, signée Oudiné.

Le 2 mars 1872, l'association est constituée sous l'impulsion de membres de l'Académie de médecine dont Louis Pasteur et Claude Bernard font partie. En 1873, la loi sur la répression de l'ivresse publique est publiée. L'association accompagne cette mesure sur le plan social.

### 1880 - 1905: Société française de tempérance
La société est reconnue d'utilité publique. En 1903, elle organise le premier congrès national contre l'alcoolisme à la Faculté de médecine de Paris. Elle devient l'organe fédérateur entre sociétés françaises ayant des buts similaires.

### 1905 - 1950: Ligue nationale contre l'alcoolisme
La ligue compte près de 50 000 membres, parmi lesquels des jeunes et des instituteurs encouragés par les directives du Ministère de l'instruction publique. À cette époque, la ligue est quasiment seule à organiser l'action de prévention et de lutte contre l'alcoolisme en France. Elle contribuera à recueillir les 500 000 signatures qui aboutiront à l'interdiction de l'absinthe en 1915. Elle publie deux revues, La Jeunesse et l'Étoile Bleue. Dans les années 1940, la Ligue crée à Paris, la première consultation d'alcoologie.

### 1950 - 1985: Comité national de défense contre l'alcoolisme (CNDCA)
Le comité se développe sur tout le territoire national et dans les départements d'outre-mer, sous la forme de comités départementaux et de conseils régionaux. Il publie deux revues : Alcool ou Santé et la Revue de l'Alcoolisme. Ses moyens financiers augmentent, notamment grâce à la Sécurité sociale, et lui permettent d'embaucher des collaborateurs salariés. L'association participe activement à l'élaboration d'une législation préventive à l'égard des risques liés à alcool. À la fin des années 1960, il fonde les premiers centres de post-cure qui ont pour but la réinsertion familiale, sociale et professionnelle du malade alcoolique. Par convention avec l'État, il met en place, dès les années 1970, des Centres d'hygiène alimentaire et d'alcoologie (FFCHAA).  

### 1985 - 2002: Association nationale de prévention en alcoologie (ANPA)
L'association affirme son rôle de prévention couvrant l'ensemble des conduites à risques. Elle actualise ses objectifs en adoptant de nouveaux statuts. Elle établit un partenariat avec le Ministère de la Santé, les organismes sociaux et les collectivités territoriales. Elle gère plus de 50 % des Centres de cure ambulatoire en alcoologie (CCAA). En 1990, l'association européenne Eurocare (en) est fondée à l'issue du congrès de Strasbourg. En 1991, la loi Evin sur la lutte contre le tabagisme et l'alcoolisme est adoptée.

### 2002 - 2020: Association nationale de prévention en alcoologie et addictologie (ANPAA)
L'ANPAA étend ses activités à toutes les addictions.
L'association veille à faire respecter la loi Evin qui encadre les publicités relatives aux boissons alcooliques afin de garantir un environnement favorable à la santé, notamment concernant les jeunes particulièrement sensibles à la publicité. Avec Eurocare, l'association collabore avec les principaux organismes internationaux (Organisation mondiale de la santé, Europe contre le cancer). 
L'association réalise des campagnes promotion du Mois sans Tabac, le Dry January et des programmes de prévention comme la téléconsultation, le soin résidentiel, le dispositif Éthylotest anti-démarrage…

### 2021: Association Addictions France
Le 1er janvier 2021, l'ANPAA devient Association Addictions France.
L'association obtient en 2024 la suppression de plusieurs publications de réseaux sociaux contrevenant à la Loi Évin.